# Supercupa Letoniei
Supercupa Letoniei (letonă Latvijas Superkauss) este competiția fotbalistică de supercupă din Letonia, disputată între campioana din Virslīga și câștigătoarea Cupei Letoniei.

## Ediții
| *             | Campioana Virslīga           |
| double-dagger | Câștigătoarea Cupei Letoniei |

| An   | Oraș       | Câștigătoarea | Scor | Finalista | Stadion             | Spectatori |
| ---- | ---------- | ------------- | ---- | --------- | ------------------- | ---------- |
| 2013 | Daugavpils | Daugava*      | 4–1  | Skonto    | Stadionul Celtnieks | 600        |